# Boštjan Kline
Boštjan Kline, slovenski alpski smučar, * 9. marec 1991, Maribor, Slovenija.
Kline je na svetovnem mladinskem prvenstvu leta 2010 osvojil bronasto medaljo v smuku, leta 2011 pa zlati medalji v smuku in superveleslalomu. V svetovnem pokalu je debitiral 11. decembra 2009 na superkombinaciji v Val d'Iseru, ko je odstopil. 16. marca 2013 je dosegel prvo uvrstitev med dobitnike točk s 15. mestom na superveleslalomu v Lenzerheideju. 30. januarja 2016 je na smuku v Garmisch-Partenkirchnu dosegel svojo prvo uvrstitev na oder za zmagovalce z drugim mestom. 24. februarja 2017 je na smuku v Kvitfjellu dosegel prvo zmago v karieri.

## Dosežki v Svetovnem pokalu

### Uvrstitve po sezonah
| Sezona | Starost | Skupni seštevek | Slalom | Veleslalom | Supervelelalom | Smuk | Kombinacija |
| ------ | ------- | --------------- | ------ | ---------- | -------------- | ---- | ----------- |
| 2010   | 19      | —               | —      | —          | —              | —    | —           |
| 2011   | 20      | 130.            | —      | —          | 61.            | 45.  | —           |
| 2012   | 21      | 135.            | —      | —          | 54.            | —    | —           |
| 2013   | 22      | 120.            | —      | —          | 47.            | 50.  | —           |
| 2015   | 23      | 101.            | —      | —          | 44.            | 39.  | —           |
| 2016   | 24      | 24.             | —      | —          | 14.            | 17.  | 30.         |
| 2017   | 25      | -               | —      | —          | -              | -    | -           |

### Uvrstitve na stopničke
- 1 zmaga (1 smuk)
- 3 stopničke (1 superveleslalom, 2 smuk)

| Sezona | Datum            | Kraj                   | Disciplina      | Uvrstitev |
| ------ | ---------------- | ---------------------- | --------------- | --------- |
| 2016   | 30. januar 2016  | Garmisch-Partenkirchen | smuk            | 2         |
| 2016   | 27. februar 2016 | Hinterstoder           | superveleslalom | 2         |
| 2017   | 24. februar 2017 | Kvitfjell              | smuk            | 1         |